# Polyarthra trigla
Espèce
Polyarthra trigla est une espèce de rotifères de la famille des Synchaetidae.